# Caoilinn Hughes

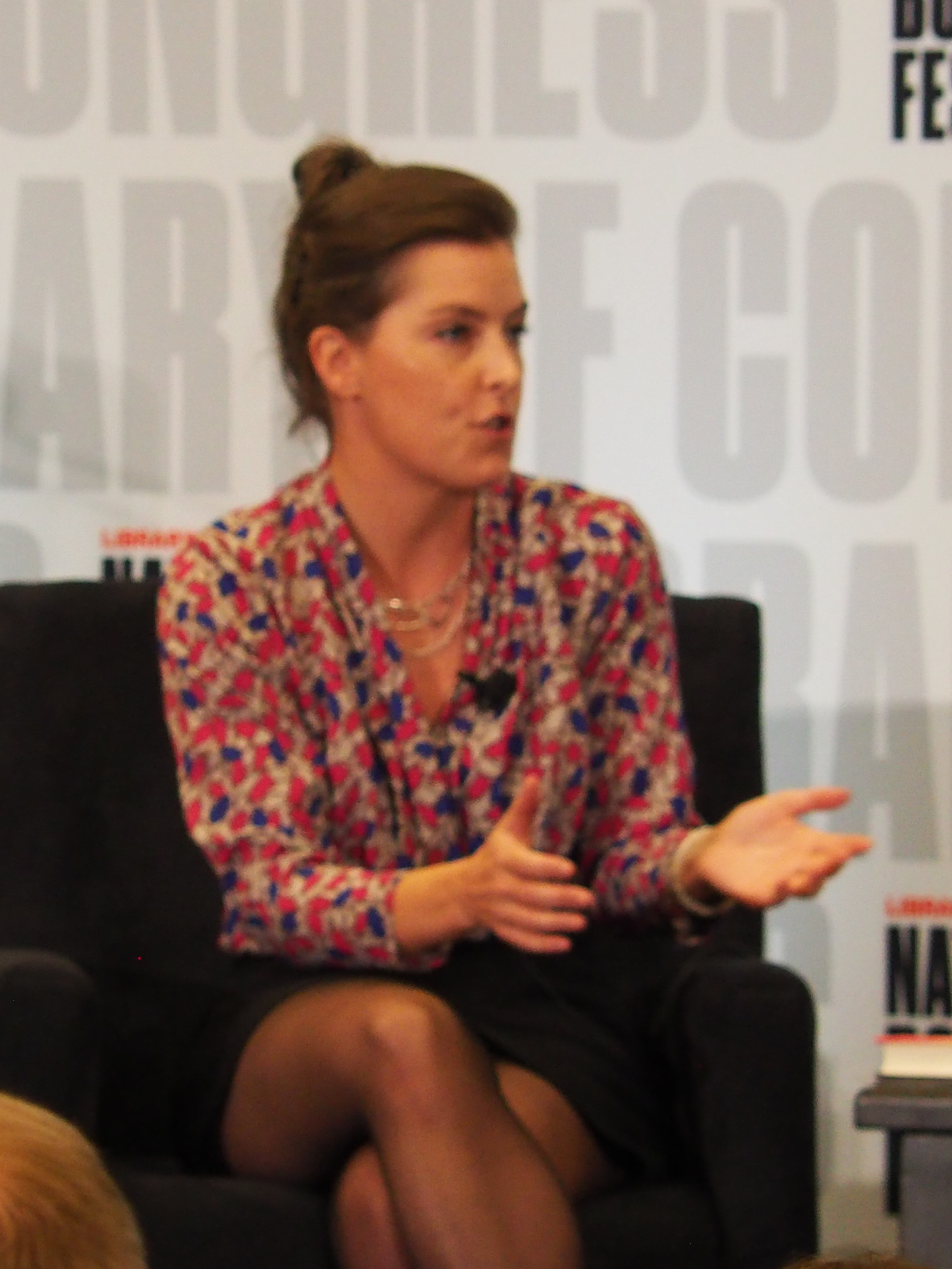
Caoilinn Hughes (2019)

Caoilinn Hughes (* 1985 in Galway) ist eine irische Schriftstellerin.

## Leben
Nach einem Hochschulstudium an der Queen’s University of Belfast erwarb Hughes einen PhD im Fach Englische Literatur an der Victoria University of Wellington in Neuseeland und arbeitete dort für Google. Ihr 2014 veröffentlichter Gedichtband Gathering Evidence wurde 2015 mit dem Shine / Strong Award der Irish Times ausgezeichnet, nachdem eine Auswahl daraus bereits 2012 den Patrick Kavanagh Poetry Award erhalten hatte.
2018 veröffentlichte sie ihren Debütroman Orchid & the Wasp (deutsch: Orchidee & Wespe). Orchid & the Wasp war für den Hearst Big Book Award 2019 nominiert. 2019 wurde Hughes der Collyer Bristow Prize zuerkannt. 2020 wurde ihr Text I Ate It All And I Really Thought I Wouldn’t als „Short Story of the Year“ mit einem Irish Book Award und 2021 ihr zweiter Roman The Wild Laughter mit dem Encore Award ausgezeichnet.

## Politische Einstellungen
Im Oktober 2024 gehörte Hughes zu den Unterzeichnern eines Aufrufs zum Boykott israelischer Kulturinstitutionen, „die an der überwältigenden Unterdrückung der Palästinenser mitschuldig sind oder diese stillschweigend beobachtet haben“.

## Werke
- Gathering Evidence. Carcanet Press, Manchester 2014, ISBN 978-1-84777-262-6.
- Orchid And The Wasp. Oneworld Publications/Hogarth Press, London 2018, ISBN 978-1-78607-499-7.[7][8][9]
- The Wild Laughter. Roman. Oneworld Publications, London 2020, ISBN 978-1-78607-780-6.
- The Alternatives. Oneworld, London 2024, ISBN 978-0-86154-586-5.

### Deutsche Ausgaben
- Orchidee & Wespe. Aus dem Englischen von Sarah Hickey und Hans-Christian Oeser. Steidl Verlag, Göttingen 2019, ISBN 978-3-95829-646-6.